# U-418 (tàu ngầm Đức)
U-418 là một tàu ngầm tấn công  Lớp Type VII thuộc phân lớp Type VIIC được Hải quân Đức Quốc Xã chế tạo trong Chiến tranh Thế giới thứ hai. Nhập biên chế năm 1942, nó chỉ thực hiện được một chuyến tuần tra duy nhất và không đánh chìm được mục tiêu nào trước khi bị một thủy phi cơ PBY Catalina của Không quân Hoàng gia Anh đánh chìm trong vịnh Biscay vào ngày 30 tháng 5, 1943.

## Thiết kế và chế tạo

### Thiết kế

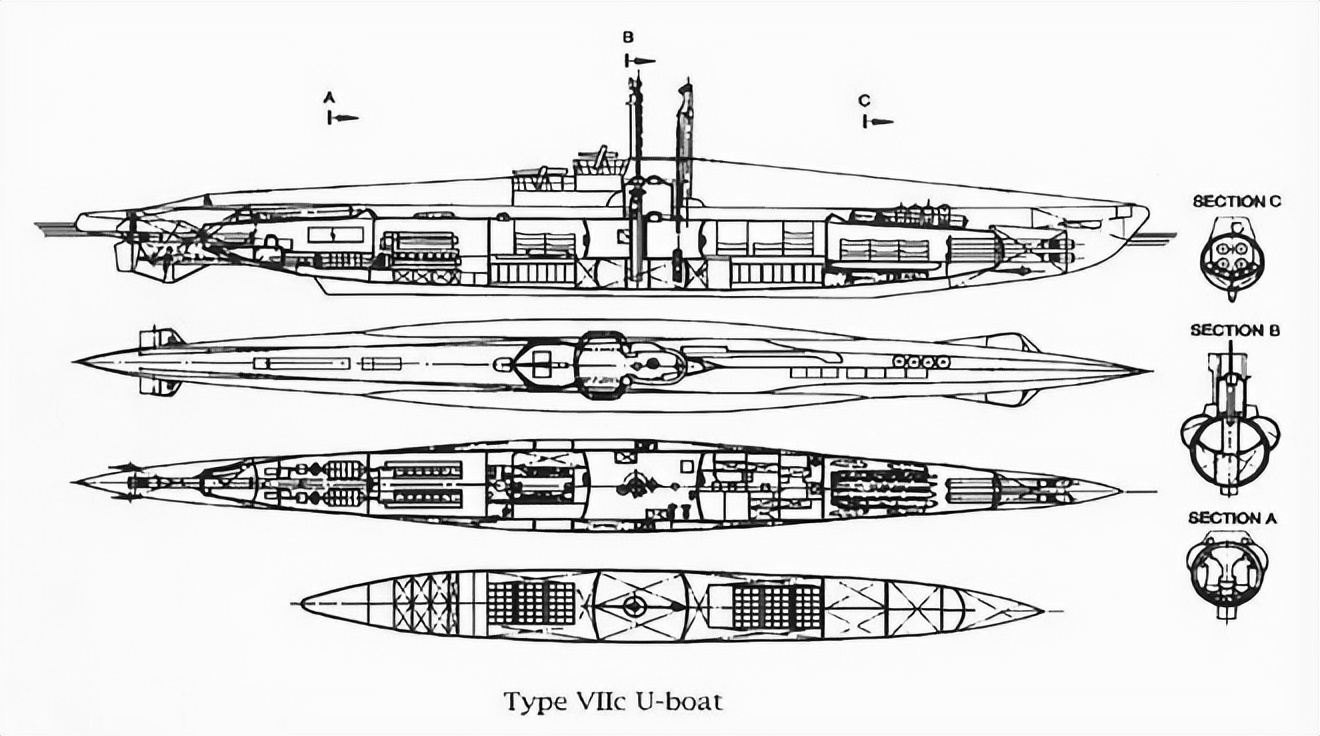
Sơ đồ các mặt cắt một tàu ngầm Type VIIC

Phân lớp VIIC của Tàu ngầm Type VII là một phiên bản VIIB được kéo dài thêm. Chúng có trọng lượng choán nước 769 t (757 tấn Anh) khi nổi và 871 t (857 tấn Anh) khi lặn). Con tàu có chiều dài chung 67,10 m (220 ft 2 in), lớp vỏ trong chịu áp lực dài 50,50 m (165 ft 8 in), mạn tàu rộng 6,20 m (20 ft 4 in), chiều cao 9,60 m (31 ft 6 in) và mớn nước 4,74 m (15 ft 7 in).
Chúng trang bị hai động cơ diesel Germaniawerft F46 siêu tăng áp 6-xy lanh 4 thì, tổng công suất 2.800–3.200 PS (2.100–2.400 kW; 2.800–3.200 bhp), dẫn động hai trục chân vịt đường kính 1,23 m (4,0 ft), cho phép đạt tốc độ tối đa 17,7 kn (32,8 km/h), và tầm hoạt động tối đa 8.500 nmi (15.700 km) khi đi tốc độ đường trường 10 kn (19 km/h). Khi đi ngầm dưới nước, chúng sử dụng hai động cơ/máy phát điện Garbe, Lahmeyer & Co. RP 137/c  tổng công suất 750 PS (550 kW; 740 shp). Tốc độ tối đa khi lặn là 7,6 kn (14,1 km/h), và tầm hoạt động 80 nmi (150 km) ở tốc độ 4 kn (7,4 km/h). Con tàu có khả năng lặn sâu đến 230 m (750 ft).
Vũ khí trang bị có năm ống phóng ngư lôi 53,3 cm (21 in), bao gồm bốn ống trước mũi và một ống phía đuôi, và mang theo tổng cộng 14 quả ngư lôi, hoặc tối đa 22 quả thủy lôi TMA, hoặc 33 quả TMB. Tàu ngầm Type VIIC bố trí một hải pháo 8,8 cm SK C/35 cùng một pháo phòng không 2 cm (0,79 in) trên boong tàu. Thủy thủ đoàn bao gồm 4 sĩ quan và 40-56 thủy thủ.

### Chế tạo
U-418 được đặt hàng vào ngày 20 tháng 1, 1941, và được đặt lườn tại xưởng tàu Danziger Werft ở Danzig (nay là Gdańsk thuộc Ba Lan) vào ngày 21 tháng 10, 1941. Nó được hạ thủy vào ngày 11 tháng 7, 1942, và nhập biên chế cùng Hải quân Đức Quốc Xã vào ngày 21 tháng 10, 1942 dưới quyền chỉ huy của Hạm trưởng, Trung úy Hải quân Gerhard Lange.

## Lịch sử hoạt động
Sau khi hoàn tất việc huấn luyện trong thành phần Chi hạm đội U-boat 8, U-418 được điều động sang Chi hạm đội U-boat 1 từ ngày 1 tháng 5, 1943 để hoạt động trên tuyến đầu. Nó xuất phát từ cảng Kiel, Đức vào ngày 24 tháng 4 cho chuyến tuần tra duy nhất trong chiến tranh, tiến ra Bắc Hải, rồi băng qua khe GI-UK giữa quần đảo Faroe và Iceland để vòng qua quần đảo Anh và tiến vào vùng biển Bắc Đại Tây Dương về phía Đông Nam Greenland.
Đến ngày 30 tháng 5, trên đường quay trở về cảng Brest bên bờ Đại Tây Dương của Pháp, chiếc tàu ngầm bị một thủy phi cơ PBY Catalina thuộc Liên đội 210 Không quân Hoàng gia Anh (RAF) thả mìn sâu tấn công, và bị đánh chìm ở vị trí về phía Tây vịnh Biscay, tại tọa độ 47°00′B 14°00′T / 47°B 14°T. Toàn bộ 48 thành viên thủy thủ đoàn của U-418 đều tử trận.
Trước đây một số nguồn cho rằng U-418 bị đánh chìm vào ngày 1 tháng 6, 1943 do trúng rocket phóng từ một máy bay tiêm kích Bristol Beaufighter thuộc Liên đội 236 RAF ở vị trí về phía Tây vịnh Biscay.

### "Bầy sói" tham gia
U-418 từng tham gia ba bầy sói:
- Không tên (5 – 10 tháng 5, 1943)
- Isar (10 – 15 tháng 5, 1943)
- Donau 1 (15 – 23 tháng 5, 1943)